# ديفيد هيكس (متزلج قفز)
ديفيد هيكس (بالإنجليزية: David Hicks)‏ هو متزلج قفز أمريكي، ولد في 15 ديسمبر 1945 في دولوث في الولايات المتحدة.

## وصلات خارجية
- دايفيد هيكس على موقع الاتحاد الدولي للتزلج (القفز التزلجي) (الإنجليزية)
- دايفيد هيكس على موقع أوليمبيديا (الإنجليزية)